# Pere Velimirovića
La rue Pere Velimirovića (en serbe cyrillique : Пере Велимировића) est située à Belgrade, la capitale de la Serbie, dans la municipalité urbaine de Rakovica.
La rue est ainsi nommée en hommage à l'homme politique Pera Velimirović (1848-1921).

## Parcours
La rue Pere Velimirovića prend naissance au niveau des rues Patrijarha Pavla et Patrijarha Dimitrija. Elle s'oriente vers l'est, laisse sur sa droite la rue Trstenjakova et traverse la rue Srzentićeva. Elle croise ensuite les rues Koste Živkovića (à gauche), Reljkovićeva et Gregorčićeva (à droite), Velisava Vulovića (à gauche), Hasanaginice (à droite) et Milana Blagojevića Španca (à gauche). Elle aboutit dans la rue Borska.

## Ambassade
L'ambassade d'Azerbaïdjan est située au n° 15 de la rue.

## Économie
Le marché de Košutnjak (Pijaca Košutnjak) est situé dans la rue.

## Transports
La rue est desservie par plusieurs lignes de bus de la société GSP Beograd, soit les lignes 42 (Slavija – Banjica – Petlovo brdo), 47 (Slavija – Resnik), 48 (Gare de Pančevački most – Miljakovac II), 49 (Topčider – Pere Velimirovića), 59 (Slavija – Petlovo brdo) et 94 (Novi Beograd Blok 45 – Miljakovac I).